# 台灣表演藝術
| \| 本條目屬於 臺灣系列 \| |
| 前往臺灣主題頁 |
| 臺灣概況 - 經濟 • 政治 • 法律 • 人權 • 能源 • 交通 行政區劃 • 城市 • 政府 • 政黨 • 選舉 • 總統 • 外交 軍事 • 族群 • 人口 • 公民 • 原住民族 • LGBT權益 臺海現狀 • 臺灣問題 |
| 臺灣文化 （總覽） - 文學 • 料理 • 茶藝 • 小吃 • 夜市 • 郵票 建築 • 語言 • 宗教 • 葬禮 • 古蹟 • 遺址 • 國寶 民俗文物 • 節日 • 教育 • 體育 • 媒體 • 眷村 文化活動 • 觀光 • 購物中心 • 百貨公司 世界遺產潛力點 • 歷史建築百景 • 流行文化                                                    |
| 臺灣藝術 （總覽） - 音樂 • 漫畫 • 動畫 • 電影 • 攝影 • 舞蹈 戲劇 • 臺劇 |
| 臺灣地理 （總覽） - 天文 • 氣候 • 地質 • 地震 • 斷層 • 火山 • 生態 濕地 • 山峰 • 山脈 • 湖泊 • 水庫 • 河流 • 溫泉 島嶼 • 海岸 • 特殊生物 • 保育生物 • 生態環境 自然保護區 • 國家公園 • 森林遊樂區 縣市級風景特定區 • 直轄市級風景特定區 國家級風景特定區                                 |
| 臺灣歷史 （詳細） - 史前時期(-1624)↓理蕃政策(1933) 原住民聯盟與政權↓奧蘭治城包圍戰(1662)↓澎湖海戰(1683)↓馬關條約(1895)↓日本投降(1945) 荷屬福爾摩沙/西屬艾爾摩莎 鄭氏政權清治時期 日治時期 戰後時期 │1624│1649│1674│1699│1724│1749│1774│1799│1824│1849│1874│1899│1924│1949│1974│1999│2024 |
| 閱 • 論 • 编 |
| 本條目屬於 臺灣系列 |

台灣表演藝術可被分為音樂、舞蹈、戲劇、戲曲這四種分類，每個分類再繼續細分，如戲曲有歌仔戲、京劇、布袋戲、北管戲、客家戲等，舞蹈則有民族舞、現代舞、原住民舞等。複合型、跨領域、跨媒體演出無法單獨被歸類的如馬戲、沉浸式體驗、魔術等，則被歸於「綜合藝術」類。
台灣本身的地理位置與時空背景，經歷不同政權、族群、種族等而產生相異的文化系統與來源，可能融合、可能牴觸、可能交會、可能抗衡，並隨著時代演進與文明發展，進一步發展出台灣表演藝術的複雜性。

## 日治時代前
表演藝術最初多與祭儀有一定程度的關係，如原住民舞蹈就可分為祭典舞蹈、社會儀禮舞蹈、生活娛樂舞蹈等，其中的祭典舞蹈包含賽夏族「矮靈祭」、排灣族「五年祭」、阿美族「海祭」和「豐年祭」、達悟族「飛魚祭」、卑南族「大獵祭」等，亦是台灣表演藝術相對早的紀錄。
漢人的民俗信仰則是在1661年至1683年的明鄭時期，開始有閩、粵沿海居民大舉來台移墾。此時盛行的地方戲有南管、北管、潮州戲、歌仔戲、布袋戲、傀儡戲、皮影戲，以及車鼓、牛犁等歌舞小戲與藝陣活動。這些戲曲元素與藝陣活動，帶來心靈慰藉之餘，更成為台灣傳統戲劇的溫床，從南管戲在清前期的獨領風騷，到清後期盛行的北管戲，開始培植家班、職業戲班、子弟結社等；同時，也提供了台灣民間舞蹈的基礎，而南管與北管音樂也是這時期最主要的音樂形式。
台灣此時的戲劇展演仍偏向民間信仰與祭祀儀式，或是農閒期間的娛樂，尚未發展出商業通俗的專業演出。所謂的「表演藝術」也多半要到都市化後的劇院興起、專業人士涉入，才能藉此提高藝術位階，而這得到日治時期之後才發生。反而是台灣的藝術音樂發展，先是17世紀因荷蘭與西班牙分治台灣南北，傳教士也隨行來台，設立教堂傳教，並將西方教會音樂引入台灣；19世紀中期後，更因清朝連年敗戰，歐洲商人大舉來台經商貿易，歐洲商會與公司在台灣設立分公司，同時帶來西方文化，傳教士的數量增加，西方藝術音樂也依靠教會系統傳遞。

## 日治時期
1894年中日甲午戰爭，清朝戰敗，簽訂馬關條約，1895年由日本開始統治台灣，進入日治時期，西方的音樂教育體系也隨著日本的統治引進台灣。此時，「音樂」成為教育體系的核心科目之一，正式扎根於台灣。尤其在師範體系的學校，更是必修項目，形成台灣作曲家其中一條重要的養成體系。從教育系統開始，除音樂家外，亦有舞蹈家赴日學習。
在中日戰爭爆發前，台灣各地北管職業戲班活躍，中國京劇班在台灣流行，並影響北管戲、四平戲等劇種的發展，歌仔戲也從宜蘭發展，成為台灣唯一土生土長的在地劇種；其他如客家採茶戲、布袋戲等劇種也都盛行，特別是布袋戲至日治時期以來，都是戲班數量最高者。
同時，台灣現代戲劇也萌芽，相較於戲曲唱演的舊戲劇，而被稱之為「新劇」。其以當代社會環境為背景，穿現代服裝、講白話文，舞台布景也以現代為主，呈現和傳統戲曲完全不同的樣貌。「新劇」在台灣戲劇史上的發展興衰，皆受「政治環境」因素影響，像是1921年由林獻堂、蔣渭水、蔡培火、王敏川等人成立「台灣文化協會」，就希望藉由戲劇改變當時社會文化的思想觀念，改革社會陋俗，提升一般庶民文化水準，因此被稱為「文化劇」。
在舞蹈方面，1930年日本現代舞先驅石井漠、韓裔舞蹈家崔承喜來臺演出，帶動了臺灣前輩舞蹈家的留日風潮，蔡瑞月、李彩娥、李淑芬等人為代表人物。日本政府統治台灣後一直想要改掉如纏足的舊社會習慣，致力於邁向現代化，現代舞者的訪台可說有著指標性的歷史意義。西方文化最具指標性的芭蕾傳入台灣，也是透過日本作為過渡橋梁而引進。
在日治後期推行的「皇民化運動」下，傳統戲曲大多被禁、或是被迫轉為不同的展演形式，於是職業新劇團如雨後春筍般冒出，嘗試取代戲曲禁演後的龐大市場。雖然新劇的發展一度熱絡，但受限於社會的發展條件及政治因素，常常受到日本政府及後來國民政府的關注和壓抑，就連呂泉生的歌劇《閹雞》在日治的皇民化時期，是以西方作曲手法創作的台語歌劇，也遭到統治階層關切。最後，以新劇為主的創作體系只能靠業餘性質演出，缺乏更深的藝術成就，再來作品欠缺娛樂性，逐漸退出潮流。

## 戰後到戒嚴時期
戰後初期，中國各地方劇種的職業劇團爭相來台，並與政府、軍方有一定程度的連結，諸如豫劇、秦腔、京劇、川劇、越劇等。舞蹈方面，在1945至1950年間，官方並沒有限制舞蹈的表演類型或內容。不管是日本的創作舞，還是西方的芭蕾、基督教文化題材，或是取材自世界各國文化的異國情調舞蹈，台灣第一代舞蹈家們都能自由地創作和教學。
不過，1947年爆發二二八事件後，台灣省行政長官公署制訂「台灣省劇團管理規則」，要求一切演出和活動都必須事先申請登記，加強管制戲劇活動及言論。1949年，國民政府全面撤退來台，隨即頒布「戒嚴令」，在皇民化運動的高壓統治後，戒嚴更讓台灣的思想、行動、人身自由、語言限制上控管得更高壓集權，同時壓抑了表演藝術活動的自由。
像是1950年成立「中華文藝獎金委員會」，提供巨額獎金鼓勵創作「國家民族意識」、「具有反共抗俄意義」的文藝作品。而後成立的「中國文藝協會」，吸收了一批劇場人，加上軍隊、機關學校成立的劇團，將「反共抗俄」的創作推到高峰，不只有戲劇，亦有舞蹈。舞蹈則被當作復興民族文化和凝聚人民集體意識的工具。在這樣的時代背景之下，「民族舞蹈運動」這項「被創造的傳統」就此誕生。
傳統戲劇方面，歌仔戲在日治時期的內臺商業戲院大受歡迎，戰後到60年代又再創高峰，並隨傳播媒體的轉型，進入廣播、電影、電視等媒介；同樣地，布袋戲亦有相仿情狀。但反共抗俄文藝同樣對傳統戲劇產生箝制與禁錮，唯有京劇，雖在國民政府遷台前就已受到台灣民眾歡迎，更在遷台後於軍中培植，異於一般戲劇發展生態，培育機制有學校正規教育、劇團下附設學校，於焉出現公立與私立的戲劇學校，而這類學校不只培育傳統戲曲人才，後來的馬戲、雜技人才也多出自於此。在音樂方面也多有教育系統成立，一是來自中國大陸音樂家，另一是本土留日音樂家。
現代舞在60年代的引入，在冷戰時期扮演至關重要的角色，其背後以現代主義思想與美學風格為大宗的西方文化思潮，深深影響台灣，打開戒嚴時代下的國際視野。70年代後的退出聯合國、中美斷交，台灣人對於自身的認同、國家的正當性，開始在文化上找尋證明，雲門舞集在此時成立。

## 解嚴之後
台灣第一階段的小劇場運動基本上在解嚴前的60年代就已萌芽，主要是李曼瑰投身推廣戲劇展演，辦理了世界劇展、青年劇展等主題，以校園學子為主的戲劇演出活動。雖然其背後政黨色彩濃厚，也擔任「中華文藝獎金委員會」劇本審查委員，但在兒童、大專、婦女、宗教等各階層積極推廣戲劇演出，希望戲劇可發揮社會教育的功能。同時，也開始有雜誌引入西方藝術、電影、劇場、創作理論等，在趨於解嚴的時空背景下，重新與西方文化接軌。
1980年，時任「話劇欣賞委員會」主委的姚一葦，推行了第一屆「實驗劇展」，呈現了有別於傳統話劇的新風格，也開啟了傳統與現代戲劇的對話，讓更多人看見更多可能，這結果大大影響後來現代戲劇的發展，也因此被視為台灣現代戲劇發展中重要的里程碑。於是，曾於第一屆實驗劇展演出的蘭陵劇坊，正式開啟台灣小劇場運動的浪潮，充滿前衛、實驗性格，迎來台灣逐步走向解嚴的年代，同時迎向不同階段的小劇場運動，以及更劇烈的社會、藝術、文化等方面的變化。
解嚴前後的台灣，經歷了急速的工業化，貧富差距也日漸擴大。除戲劇在不同實驗風格間回應社會問題，舞蹈也從現代舞的敘事方法，往「後現代舞」的方式回應當代，不以大師、權威和舞蹈明星為尊，並大膽以日常生活作為舞蹈，其核心在於打破藝術與生活之間的界限，挑戰舞蹈的階層觀念，某層面也與當時的小劇場運動彼此呼應。
這時各類型的表演藝術也跳脫原有框架，「跨文化」、「跨界」等成為某種創作與論述的主流，除了找尋藝術性外，也開創商業娛樂的可能。當創作內容走向自由多元，劇場的分工制度也在專業教育、跨國合作等制度面下逐漸完備，包含舞台、燈光、音樂、音效等設計，乃至於近年多被採用的戲劇顧問、創作陪伴，以及各類型的創作與製作平台、策展規劃、階段性培育與演出機制，替台灣表演藝術的創作環境打開更多思考面向。